# Holoaerenica alveolata
Holoaerenica alveolata là một loài bọ cánh cứng trong họ Cerambycidae.